# Parker Finn
Parker Finn (Bath, 18 marzo 1987) è un regista statunitense.
Ha scritto e diretto il film horror Smile, basato sul suo cortometraggio Laura Hasn't Slept, e il suo seguito Smile 2.

## Biografia
Parker Finn è nato a Bath (Ohio), il 18 marzo 1987.
Ha frequentato l'Università del Colorado, poi il Dodge College of Film and Media Arts della Chapman University, dove ha conseguito un MFA in sceneggiatura nel 2011.

## Carriera
Finn ha riscosso notorietà dopo che il suo cortometraggio, dal titolo "The Hidebehind", è stato proiettato e premiato nel 2019 al Panic Fest e al Portland Horror Film Festival.
Ha acquisito maggiore notorietà nel 2020, per aver diretto e scritto il cortometraggio "Laura Hasn't Slept", che gli è valso lo Special Jury Award allo SXSW. Il primo lungometraggio di Finn, Smile, era basato sul suo cortometraggio Laura Hasn't Slept ed è diventato il film horror con il maggior incasso del 2022.
Nel 2023, Finn ha stipulato un contratto pluriennale con la Paramount Pictures per scrivere, produrre e dirigere altri lungometraggi. Nello stesso anno, ha fondato la società di produzione "Bad Feeling". È tornato per scrivere e dirigere Smile 2, uscito nel 2024. Nel giugno 2024, è stato riferito che Finn avrebbe scritto e diretto un remake di Possession.

## Filmografia

### Regista

#### Cinema
- Smile (2022)
- Smile 2 (2024)

#### Cortometraggi
- The Hidebehind (2018)
- Laura Hasn't Slept (2020)

### Sceneggiatore
- The Hidebehind (2018) - cortometraggio
- Laura Hasn't Slept (2020) - cortometraggio
- Smile (2022)
- Smile 2 (2024)

### Produttore
- Laura Hasn't Slept (2020) - cortometraggio
- Smile 2 (2024)